# Ottawa—Carleton
Pour les articles homonymes, voir Ottawa (homonymie) et Carleton.
Ottawa—Carleton fut une circonscription électorale fédérale de l'Ontario, représentée de 1968 à 1988.
La circonscription d'Ottawa—Carleton a été créée en 1966 avec des parties de Carleton, Ottawa-Est et Russell. Abolie en 1987, elle fut redistribuée parmi Gloucester—Carleton, Ottawa-Sud et Ottawa—Vanier.

## Géographie
En 1966, la circonscription d'Ottawa—Carleton comprenait:
- La partie est de la ville d'Ottawa
- Le village de Rockcliffe Park
- Les cantons de Cumberland et de Gloucester, excluant Long Island

En 1976, la partie de la ville d'Ottawa fut modifiée.

## Députés
| Législature                                                     | Années    | Député | Député         | Parti                     |
| --------------------------------------------------------------- | --------- | ------ | -------------- | ------------------------- |
| Ottawa—Carleton issue de Carleton, Ottawa-Est et Russell        |           |        |                |                           |
| 28e                                                             | 1968–1972 |        | John Turner    | Libéral                   |
| 29e                                                             | 1972–1974 |        | John Turner    | Libéral                   |
| 30e                                                             | 1974–1976 |        | John Turner    | Libéral                   |
| 30e                                                             | 1976–1979 |        | Jean Pigott    | Progressiste-conservateur |
| 31e                                                             | 1979–1980 |        | Jean-Luc Pépin | Libéral                   |
| 32e                                                             | 1980–1984 |        | Jean-Luc Pépin | Libéral                   |
| 33e                                                             | 1984–1988 |        | Barry Turner   | Progressiste-conservateur |
| Dissoute parmi Gloucester—Carleton, Ottawa-Sud et Ottawa—Vanier |           |        |                |                           |